# Jean Gaudemet
Jean Gaudemet (* 10. September 1908 in Dijon; † 17. Mai 2001 in Paris) war ein französischer Rechtshistoriker.

## Leben
Gaudemet stammte aus einer alten französischen Gelehrtenfamilie. Von 1937 bis 1964 war er Professor für Kirchenrecht an der Universität Straßburg. Von 1950 bis 1978 lehrte er zudem an der Universität Paris II. Sein Hauptforschungsgebiet war die Frühgeschichte des kanonischen Rechts. Er war Ehrendoktor der Universitäten Krakau, Salzburg, München, Rom und Madrid. 1972 wurde er zum korrespondierenden Mitglied der Göttinger Akademie der Wissenschaften gewählt.